# Palais Staudt
Das Palais Staudt wurde nach Plänen des Architekten Otto Rieth von 1897 bis 1899 in einer Eigenart des Jugendstils als Stadtpalais für den Berliner Großkaufmann Wilhelm Staudt im Tiergartenviertel (Ortsteil Tiergarten im heutigen Bezirk Mitte) errichtet.
Die eigenständige baukünstlerische Gestaltung des Palais wandte sich von den vorherrschenden historistischen Tendenzen ab und galt seinerzeit auch in Anbetracht seiner verschwenderischen Opulenz als architektonische Ausnahmeerscheinung. Staudt selbst wohnte durch seinen frühzeitigen Tod 1906 aufgrund einer Blinddarmentzündung nur wenige Jahre im Palais. Von 1936 bis 1943 diente das Gebäude als Sitz der Argentinischen Botschaft, bevor es im Zweiten Weltkrieg zerstört und anschließend vollständig abgetragen wurde.

## Geschichte

### Ein ungewöhnliches Stadtpalais

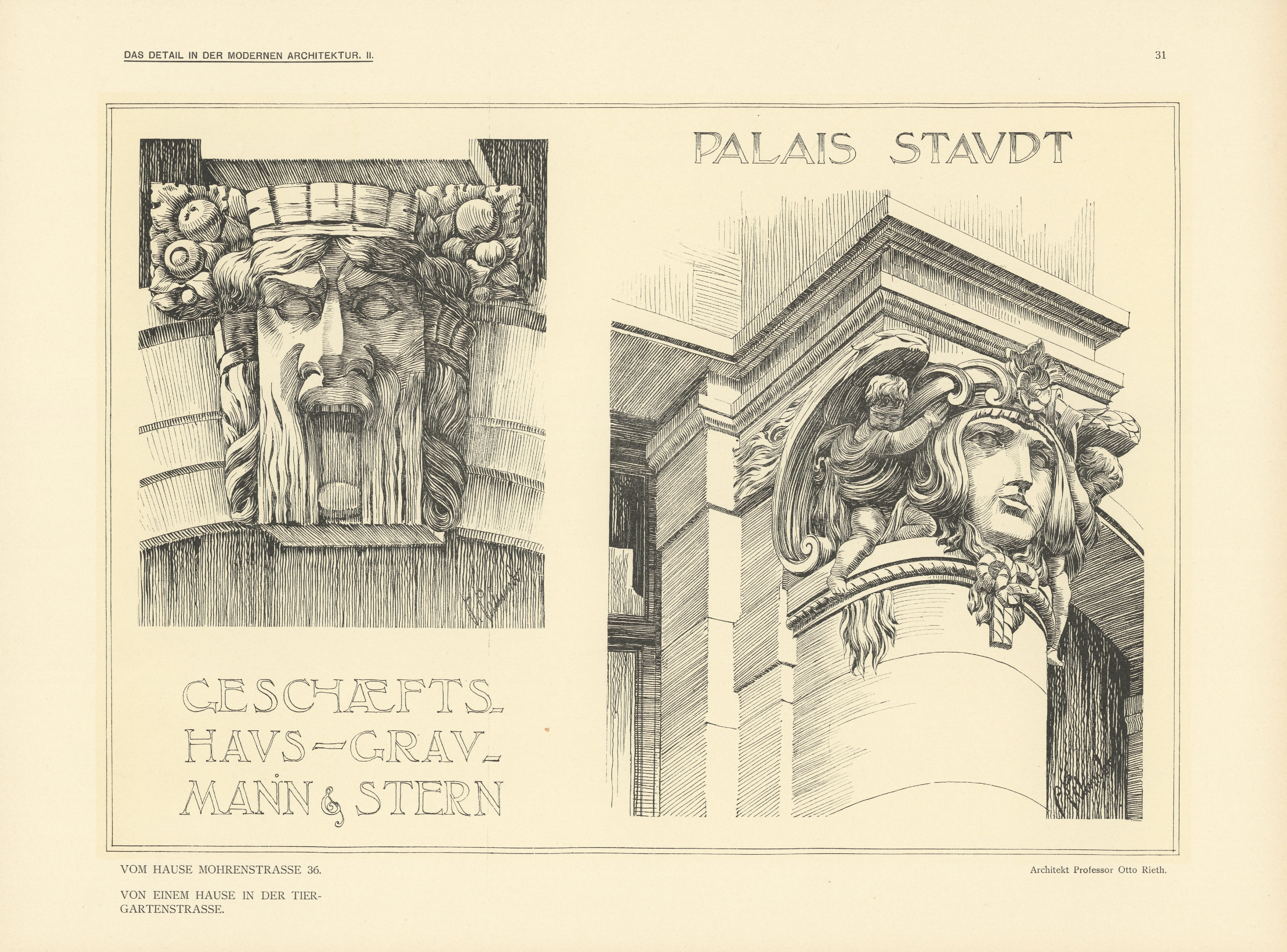
Zeichnungen von Otto Rieth: Auf der rechten Seite ein selbstentworfenes Kapitell am Palais Staudt, 1901

Durch die Insolvenz seines Vaters wanderte Wilhelm Staudt 1877 mit 24 Jahren nach Buenos Aires aus. Dort gelang es ihm durch verschiedene kaufmännische Unternehmungen als Konsul ein erhebliches Vermögen zu erlangen. Nachdem er um 1880 bereits die Villa Staudt gekauft hatte, beauftragte Staudt vor dem Jahr 1897 den Architekten, Bildhauer und Maler Otto Rieth ein herrschaftliches privates Wohnhaus für sich und seine Familie zu entwerfen. Hierfür erwarb Staudt zwei Grundstücke an der Tiergartenstraße 9 und der Regentenstraße 1 (heute: Hitzigallee) und vereinigte diese zu einem gesamtheitlichen Baufeld für sein Bauvorhaben. Abgesehen von der vornehmlichen Lage, galt die Grundstückssituation durch die längliche Form als hinderlich für die Entwicklung guter Grundrisse.
Otto Rieth hatte bis dahin, abgesehen von verschiedenen dekorativen Bauaufgaben sowie zahlreicher Architekturskizzen und Studien, noch keine große Bauaufgabe als Architekt selbst übernommen. Allerdings galt Rieth bereits, was baukünstlerische und zeichnerische Aspekte betraf, als überaus talentiert. So wurde ihm in der Deutschen Bauzeitung ein „überquellender Reichthum der Gedanken“ und eine „große Gewandtheit in der Verschmelzung der schönen Formen“ zugestanden. Wilhelm Staudt wollte seine Errungenschaften und seinen großen Besitz in mediceischer Weise in dem prunkvollen Neubau zur Erscheinung treten lassen. Hierbei ließ er dem Architekten „bis ins Kleinste“ freie Hand.
Die Erwartungen an den Neubau galten sowohl in der Fachwelt, als auch in der allgemeinen Gesellschaft hinsichtlich der beträchtlichen finanziellen Mittel Staudts als sehr hoch. Als Besitzer eines großen Vermögens wollte er mit dem neuen Palais zum Ausdruck bringen, dass er der Kunst etwas schuldig sei und dass es sich bei dem Palais nicht um das gewöhnliche Wohnhaus eines wohlhabenden Bauherrn handele. Durch Staudts unerschöpfliche finanzielle Mittel konnte Rieths fantasievolle und höchst eigenständige Individualkunst ohne Einsparungen entworfen und umgesetzt werden. So galt das Palais seinerzeit als höchst modern, weil es den Versuch einer neuartigen Formensprache zum Ausdruck brachte und sich somit von den historistischen Wohnhäusern absetzte, die sich ausschließlich an vergangenen Stilepochen orientierten. Allerdings kam auch Rieth nicht gänzlich ohne Rückgriffe aus und setzte seine neuen Bildungen auf ein „struktives Gerüst und Fundament, welches die Jahrhunderte geschaffen haben“.

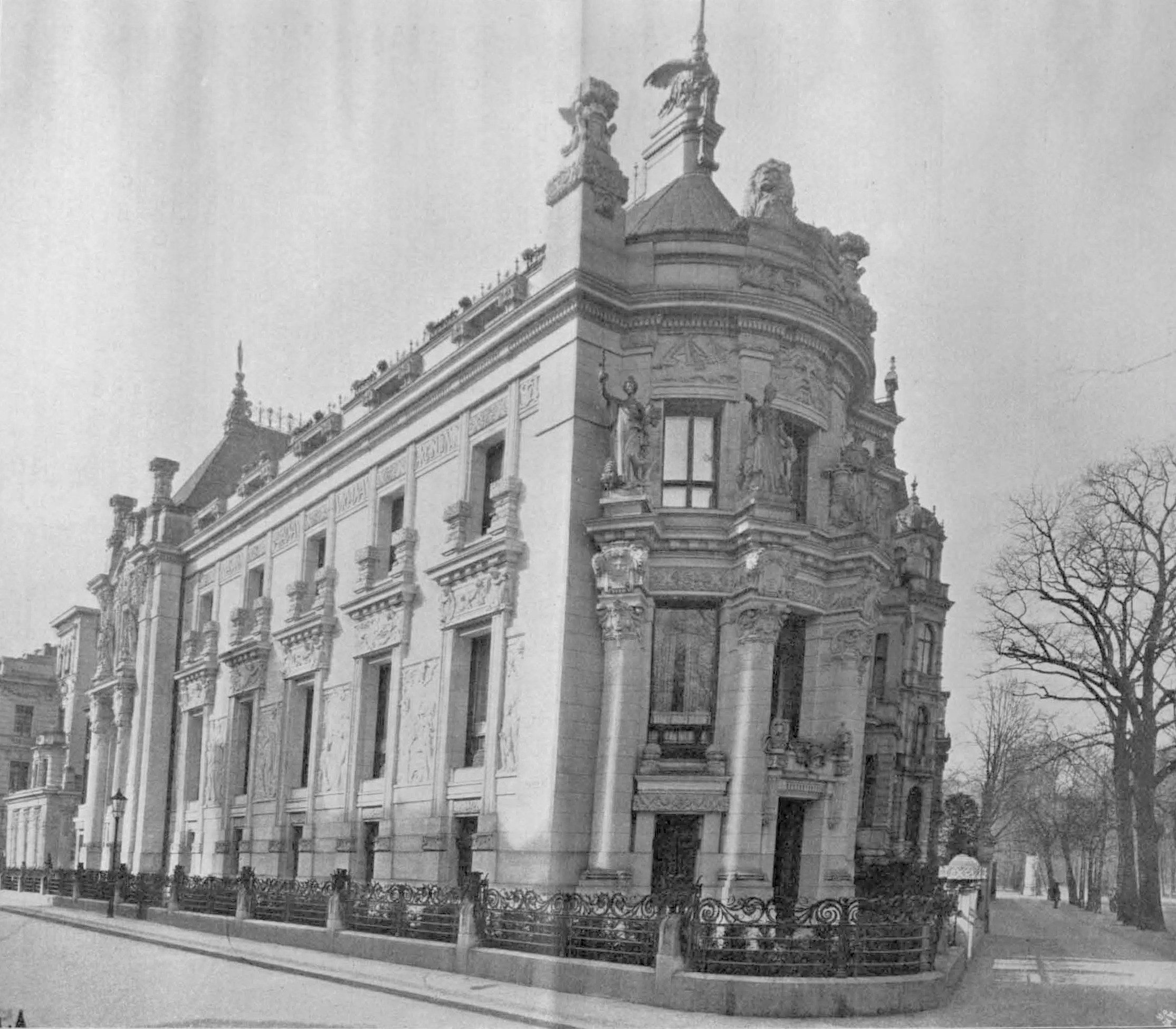
Palais Staudt kurz nach der Fertigstellung, noch bevor die neuen Bäume in der Regentenstraße (heute: Hitzigallee) gepflanzt wurden

An den kunsthandwerklichen Arbeiten waren zahlreiche namhafte Künstler beteiligt, die sich in ihrer Ausführung an den von Rieth vorgegebenen künstlerischen Rahmen zu halten hatten. Nach einer vergleichsweise kurzen Bauzeit von zwei Jahren, wurde das Palais Staudt 1899 fertiggestellt.

### Weitere Nutzung und Zerstörung
Die Nutzung als Wohnhaus für Wilhelm Staudt währte nur für wenige Jahre, da er 1906 mit knapp 54 Jahren an einer verschleppten Blinddarmentzündung verstarb. Seine Frau Elisabeth Staudt (geb. Albrecht) führte die Unternehmungen ihres Ehemanns fort und erbte auch das Palais in der Tiergartenstraße.
Ab 1936 diente das Gebäude, das Teil des Botschaftsviertels war, als Sitz der Argentinischen Botschaft. Dies geschah nicht zufällig, sondern war durch die kommerziellen Unternehmungen und Kontakte von Familie Staudt in Südamerika begünstigt. Da Argentinien bis kurz vor Ende des Zweiten Weltkriegs neutral war, wurde das Gebäude auch in den Kriegsjahren weiterhin genutzt. Bei den alliierten Luftangriffen 1943 durchschlug eine Bombe das Bauwerk und machte es zur weiteren Nutzung als Botschaftsgebäude unbrauchbar. Nach Kriegsende wurde das schwer beschädigte Palais abgetragen. Die heutige Hitzigallee endet deutlich früher als die einstige Regentenstraße, sodass der Standort des damaligen Gebäudes heute nicht mehr an der Straße liegen würde.

## Baubeschreibung

### Baukörper

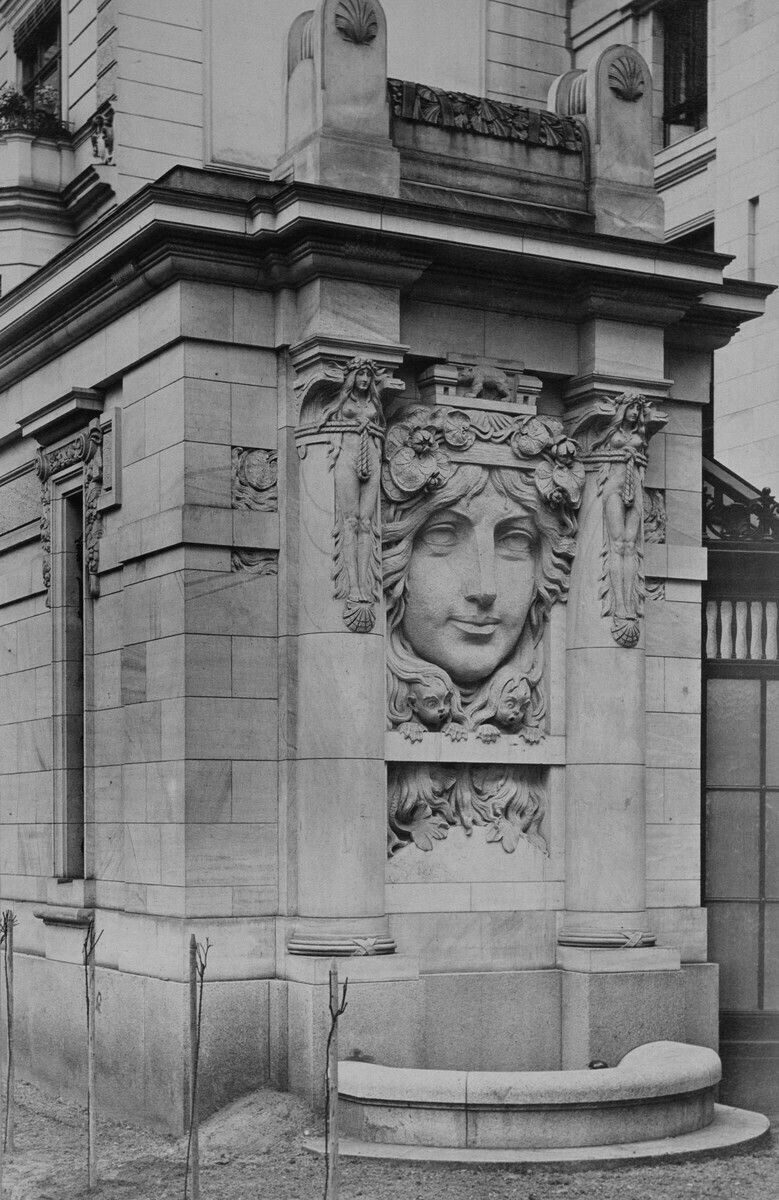
Sprea als personifizierte Allegorie der Spree, an der Brunnenrückwand, ausgeführt von August Vogel

Um die Forderungen des Raumprogramms auf dem länglichen Grundstück zu erfüllen, erhielt das Palais drei Geschosse. Über dem niedrigeren Sockelgeschoss aus grauem schlesischem Granit erhob sich das dominierende Erdgeschoss mit einer Höhe von 5,70 Metern. Wiederum darüber lag das weniger hohe Obergeschoss, das ausschließlich die Wohn- und Schlafzimmer der Familie enthielt. Rieth verlieh dem Palais eine längliche Form, die zur Regentenstraße einen offenen Hof bildete und an der Ecke zur Tiergartenstraße durch einen gerundeten Risalit abgeschlossen wurde. Der obere Abschluss des Bauvolumens wurde durch ein niedriges in Schiefer gedecktes Walmdach mit Lichtöffnungen für das Dachgeschoss gebildet. Während sich repräsentative Gesellschaftsräume östlich in Richtung des Risalits orientierten, lagen Räume mit geringerer Bedeutung, beispielsweise die Zimmer der Bediensteten, die Küche oder der Stall westlich in Nähe des Hofes. Die baukünstlerische und architektonische Gestaltung des Palais ist als einheitliches Gesamtkunstwerk zu verstehen. So durchziehen Otto Rieths unverwechselbare Jugendstilelemente jedes Detail des Bauwerks. Bedingt durch den eigensinnigen Fantasiestil werden an vielen Stellen die akademischen Gesetze der klassischen Architektur außer Acht gelassen.

### Fassade und Bildprogramm

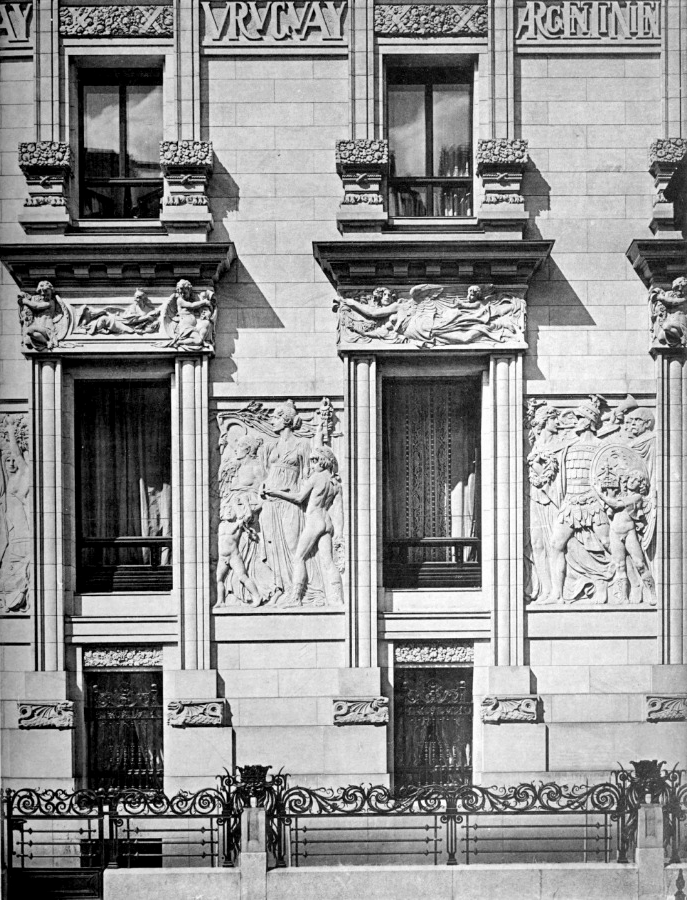
Detail der Fassade zur Regentenstraße

Die nach Raumgruppen gegliederte innere Konstellation des Bauwerks spiegelte sich auch in der äußeren Fassade wider. So verfügte das in weißem Sandstein ausgeführte Erdgeschoss über die höchste Deckenhöhe und den reichsten bildhauerischen Schmuck. Die gesamte Fassade sei darauf ausgelegt gewesen, einen ungewöhnlichen Eindruck zu hinterlassen und die „vorüberschreitende Menge zum Verweilen zu zwingen“. Die Gliederung der Fassade wurde durch eine klare Anordnung der Fenster mit dazugehörigen Profilierungsrahmen erzielt. An der Regentenstraße wurde diese Gliederungsstruktur durch sechs zwischen den Fenstern liegende plastische Reliefs hervorgehoben. Ausgeführt wurden die Sandsteinarbeiten von den seinerzeit bekannten Bildhauern August Vogel, Ludwig Manzel und Wilhelm Widemann, die zuvor beispielsweise Arbeiten am Berliner Dom und dem Bode-Museum ausgeführt hatten. Die beiden äußeren kleineren Reliefs zeigten jeweils eine Frauengestalt in antikisierendem Gewand, die das Leben und den Tod symbolisierten. Die dazwischen liegenden zwei Reliefplatten knüpften an den „strengen Geist der italienischen Frührenaissance“ an. Sie stellten überlebensgroße römische Allegorien und Legionäre, als Auffassung von „Krieg und Sieg“, mit Bezug auf die Reichsgründung dar. Im Hintergrund waren die stilisierten Köpfe Bismarcks und Moltkes herausgearbeitet. Die beiden inneren Reliefs symbolisierten den Handel sowie die Kunst und Wissenschaft. Über den Fenstern befanden sich fein ausgearbeitete flügelige Putten und Siegesgöttinnen.
Besondere baukünstlerische Geltung kam dem Rundbau an der Kreuzung von Tiergarten- und Regentenstraße zu. Am Risalit fanden sich Dreiviertelsäulen mit fantasievollen Kapitellen, die jeweils einen Frauenkopf zeigten. Sie symbolisierten die Tugenden Kraft, Fleiß, Erwachen und das Licht. Auf den Säulen standen vier freistehende weibliche Skulpturen, die in Anlehnung an Staudts überseeische Unternehmungen den Handel, die Schifffahrt, die Industrie und die Landwirtschaft personifizierten. Über den Fenstern des Obergeschosses befanden sich drei weitere Reliefs, mit der Maske des Okeanos in der Mitte und außen jeweils einem Segelschiff aus der Zeit der Konquistadoren. Auf der Attika des Risalits thronte ein liegender Löwe, der wie die restlichen Bildhauerarbeiten aus weißem Sandstein gefertigt war. Der Firstschmuck des schiefergedeckten Dachs wurde aus getriebenem Kupfer gefertigt.
Das Stallgebäude verfügte über einen aufwendigen Schmuckbrunnen, der durch einen kolossalen Frauenkopf der Sprea als allegorische Versinnbildlichung der Spree dominiert wurde. Auf ihrem Kopf trug sie eine Mauerkrone mit dem Berliner Bär. Unter ihr würden ihre „Kinder als kleine glotzäugige Wasserungeheuer zum Vorschein kommen“.
Der bildhauerische Schmuck des Obergeschosses trat im Gegensatz zum Erdgeschoss deutlich zurück. Zwischen den Fenstern fanden sich die Staatennamen Brasilien, Paraguay, Uruguay und Argentinien, die Länder der kommerziellen Unternehmungen von Wilhelm Staudt. Weitere Verweise auf Südamerika fanden sich am Eckrisalit in der Regentenstraße auf einem Relief, das Christoph Kolumbus’ Kopf zeigte, sowie zwei figürliche weibliche Allegorien, eine auf den Kontinent Amerika und eine auf Europa.

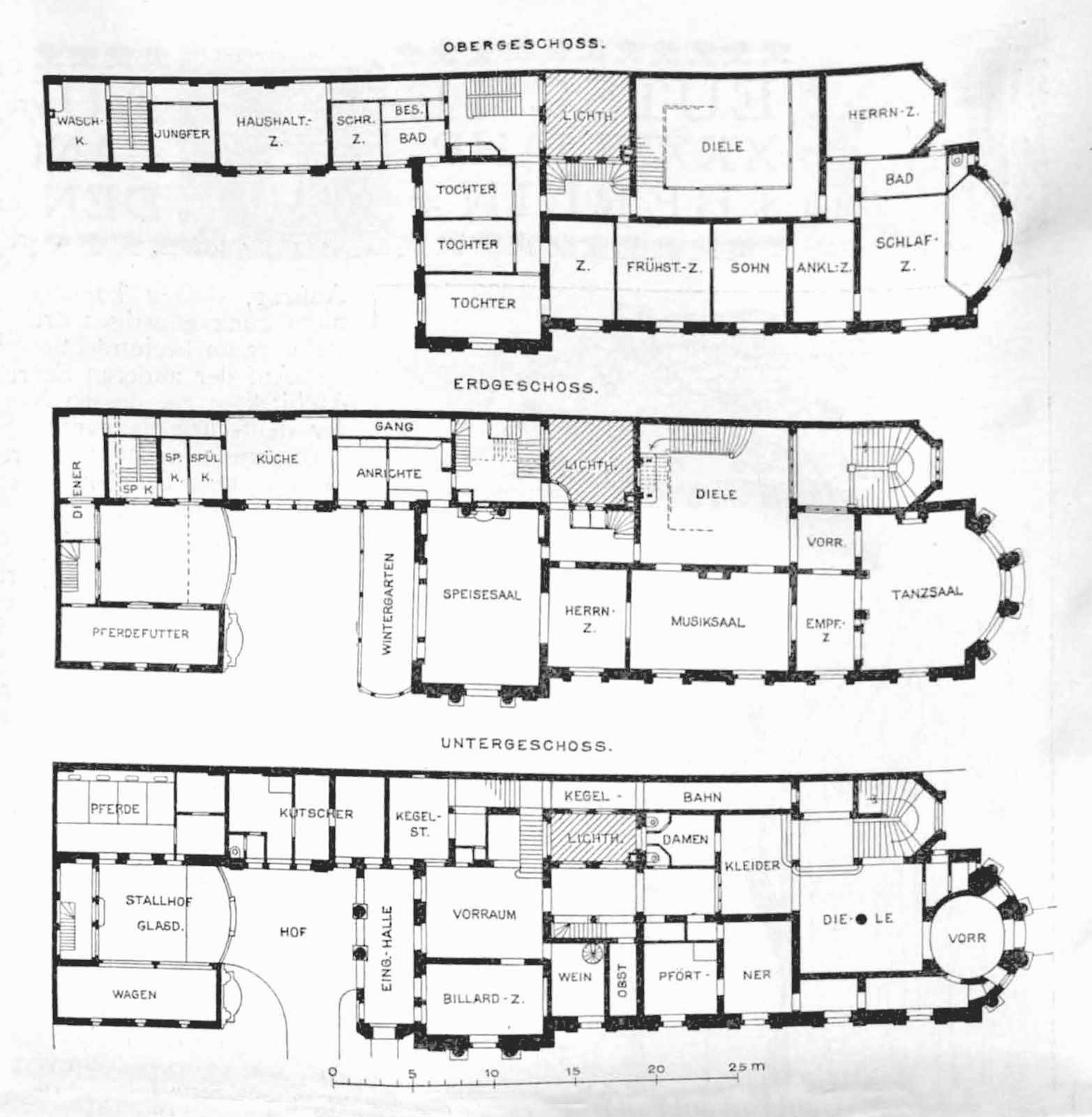
Grundrisse der drei Geschosse

Die innere Ausmalung wurde durch Max Seliger, der bereits Wandmalereien im Reichstagsgebäude ausgeführt hatte und Carl Birkle ausgeführt. Die malerischen Arbeiten sind zwar nur durch Schwarzweißfotografien überliefert, allerdings werden ihnen in der Deutschen Bauzeitung ein „eigenartiger Farbenreiz“ nachgesagt, der zu „herrlichen Raumstimmungen“ führe. Sie beschränkten sich insgesamt auf antike und mythologische Motive und zeigten verschiedene Kolonnaden und Säulenstellungen. Die Maurer- und Zimmerarbeiten wurden von Held & Francke ausgeführt.

### Sockelgeschoss
Der Haupteingang des Wohnhauses war im Zentrum des Risalits an der Tiergartenstraße angeordnet. Durch einen ovalen Vorraum gelangte der Besucher in die Diele, in welcher sich eine repräsentative zweiarmige Empfangstreppe befand, die zum Erdgeschoss führte. Das Untergeschoss enthielt die Pförtnerwohnung sowie verschiedene der Geselligkeit gewidmete Räume. Dazu gehörten ein Billardzimmer sowie ein länglicher Raum, der als Kegelbahn diente, mit dazugehöriger Kegelstube. Ein zweiter Zugang mit Eingangshalle befand sich neben dem Hof an der Regentenstraße und diente zur Erschließung für den alltäglichen Wohnverkehr. Weiter südwestlich lagen der gläsern überdachte Stallhof, eine Kutscherwohnung, Pferdeställe und eine Wagenremise.

### Erdgeschoss
Das repräsentative Erdgeschoss enthielt die zu einer Enfilade angereihten Gesellschaftsräume. Aus der schmuckreichen Diele gelangte der Besucher zunächst in einen Vorraum und anschließend in den am Risalit gelegenen Tanzsaal, der abgesehen vom Speisesaal der prachtvollste und größte Saal der Zimmerflucht war. An ihn reihte sich nach dem Empfangszimmer der Musiksaal. Dieser war mit einem marmornen Kamin sowie großflächigen Wand- und Deckenmalereien ausgestattet. Diese zeigten vor einer durchlaufenden Kolonnade zwei weibliche Sitzstatuen mit erhobenen Palmzweigen sowie eine Ehrensäule mit einem sich darauf befindlichen Standbild. Als nächster Raum folgte das vergleichsweise bescheidenere Herrenzimmer, an dessen hölzerner Kassettendecke stilistisch ungewöhnliche kugelförmige Lampen befestigt waren. Die Enfilade mündete schließlich im extravagant ausgestatteten Speisesaal. Neben holzvertäfelten Wänden, überlebensgroßen Relieffriesen und prunkvollen Kronleuchtern, war der Saal mit monumentalen Spiegeln ausgestattet. Auf südöstlicher Seite konnte der Wintergarten erschlossen werden.

Auswahl der Räume im Erdgeschoss
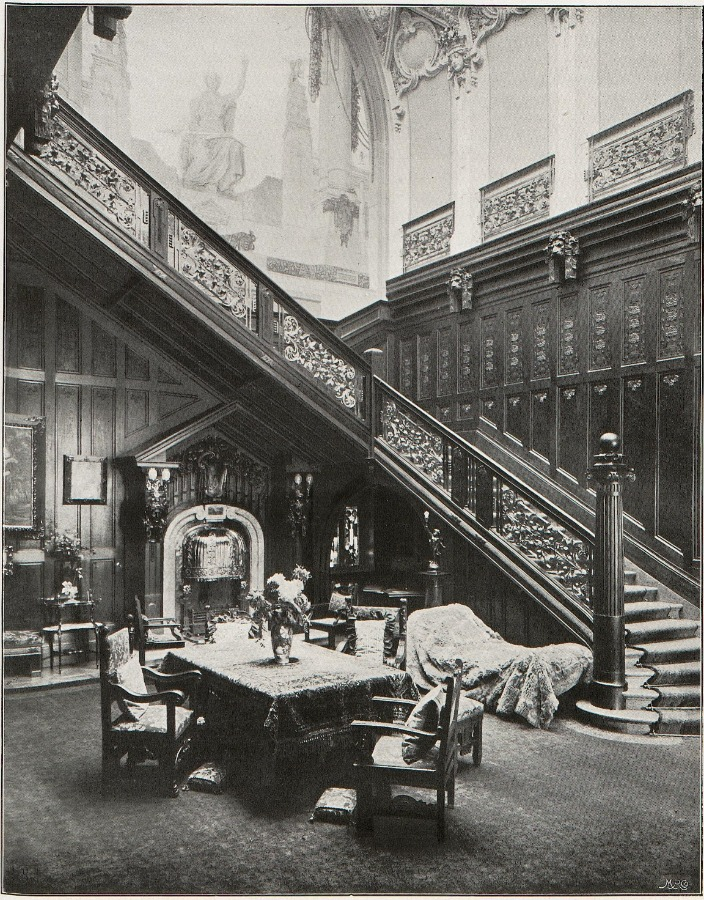
Diele und Treppenaufgang
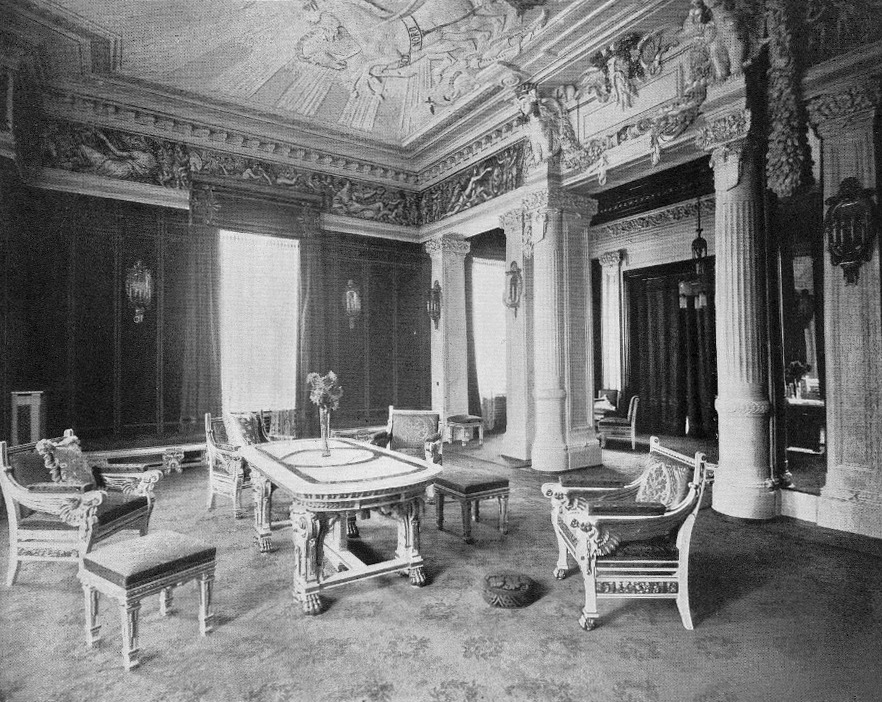
Tanzsaal
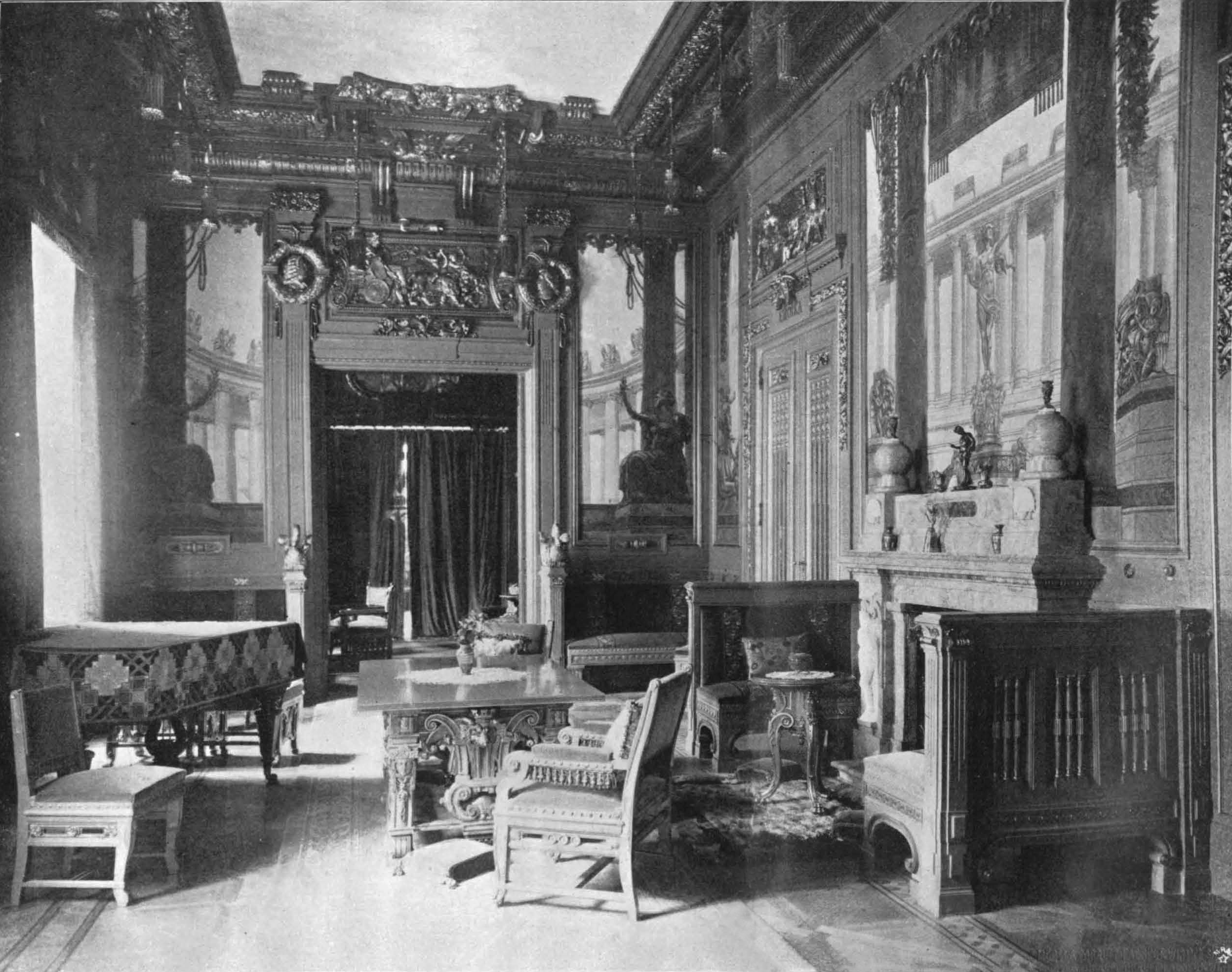
Musiksaal
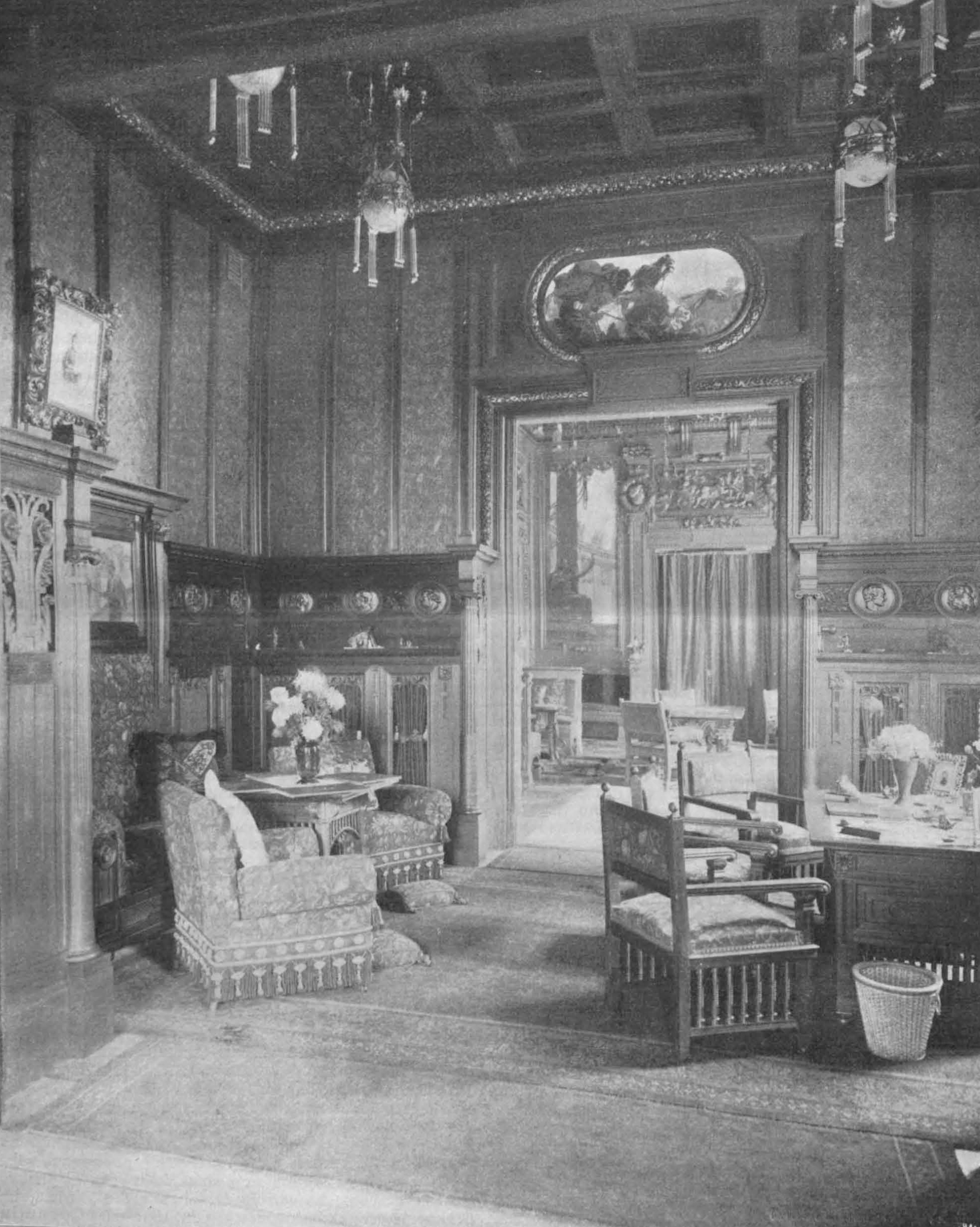
Herrenzimmer

### Obergeschoss
Das Obergeschoss diente ausschließlich zur Wohnnutzung. Verglichen mit dem monumentalen Erdgeschoss war die Deckenhöhe bedeutend niedriger ausgeführt. Im segmentförmig ausgeformten Risalit lag das Schlafzimmer von Wilhelm Staudt und seiner Frau, während sich die Zimmer ihres Sohns und ihrer Töchter mehr in Richtung des Hofs orientierten. Im länglichen Trakt am Hof waren ein Schreibzimmer, das Haushaltzimmer, das Schlafzimmer der Jungfer und eine Waschküche untergebracht.